# Rohrpost in Wien
Die Rohrpost in Wien wurde von der Österreichischen Post- und Telegraphenverwaltung (heute: Österreichische Post AG) in Wien betrieben, ab 4. März 1899 auch in Prag. Das Wiener Rohrpostnetz erreichte mit 53 Postämtern und 82,5 km Rohrlänge seine größte Ausdehnung und wurde 1956 auf Grund der Unwirtschaftlichkeit gegenüber modernen Fernmeldediensten eingestellt.
In Graz war das Gebäude der Hauptpost in der Neutorgasse 46 mit dem 150 m Luftlinie entfernten Telegraphenamt, Andreas-Hofer-Platz 19 – errichtet 1927/31 – durch eine Rohrpostanlage verbunden, die die Kalchberggasse unterquerte und deren Station in der Post um 1995 noch erhalten war. Um 2005/2010 wurde sie im Zuge von Umbauten demontiert. Mit dieser Anlage wurden die Telegrammkarten an die Postzustellung aus der Neutorgasse übermittelt.

## Monarchie und Republik bis 1938

Wiener Rohrpostbrief aus dem Jahr 1881

In Wien wurden die ersten Anlagen der pneumatischen Post am 15. Februar 1875 in Betrieb genommen, vorerst nur für Telegramme (Depeschen) und Eilsendungen. Die Beförderung von Briefen war ab dem 1. März 1875 möglich, verlautbart in den Verordnungen für die österreichischen Telegraphen-Aemter, Ausgabe Nr. 3 vom 19. März 1875. Zu Beginn wurden zehn Postämter (alle innerhalb der heutigen Gürtelgrenze) im Abstand von 1 bis 3 km mit Rohrleitungen verbunden. Das Rohrpostnetz hatte eine Länge von 14 Kilometern, wovon 2,2 Kilometer auf die Zuführung von verdichteter bzw. verdünnter Luft zu zwei Speichern im Laurenzergebäude am Fleischmarkt entfielen. Die Anlage wuchs ständig, so dass es im Jahr 1913 bereits 53 Postämter mit einer Rohrlänge von 82,5 km gab. 1902 wurde die Rohrpost mit neuen Kompressoren von Hanns Hörbiger ausgerüstet.

In Spitzenzeiten wurden täglich bis zu 20.000 Zylinder (Büchse) als Rohrpostzug zu je maximal 15 Büchsen durch die Rohre unter der Stadt versendet. Dabei erreichten die Rohrpostzüge ein Tempo von fast 50 km/h.
Eine Rohrpoststation aus Wien mit sichtbaren Röhren aus Messing ist im Technischen Museum Wien ausgestellt.

## Zeit während des Nationalsozialismus 1938–1945
Es galten für die Rohrpost in Wien während der nationalsozialistischen Ära Österreichs (Ostmark) von März 1938 bis April 1945 die gleichen Bedingungen wie für die Rohrpost in Berlin und München. Eine Besonderheit stellt die Zeit vom 4. April bis 31. Oktober 1938 dar, in der noch alte Briefmarken der Republik Österreich, auch in Kombination mit Postwertzeichen des Deutschen Reiches, gültig waren.

## Republik Österreich ab 26. April 1945
Im Zweiten Weltkrieg wurde die Rohrpost stark beschädigt (nur 7 % war noch benutzbar), aber sehr schnell wieder in Betrieb genommen. Doch konnte sie nie wieder die Beförderungszahlen der Vorkriegszeit erreichen. Im Jahre 1950 kam sie auf nur noch 5500 Sendungen pro Tag, d. h. auf weniger als 2 Millionen Sendungen pro Jahr. Dies war angesichts der Länge des Wiener Rohrpostnetzes zu wenig. Am 2. April 1956 stellte die Post aufgrund sinkender Transportzahlen und infolge der Zunahme der Telefonversorgung der Bevölkerung den Rohrpostbetrieb in Wien ein. Ungeachtet dessen wurde die Rohrpostanlage noch Jahrzehnte später weiterhin für den schnellen Versand von einkommenden Eilbotensendungen etc. genutzt, wie rückseitige Stempelabschläge auf entsprechenden Briefsendungen belegen.

### Nichtöffentliche Nutzung
Heute – vor dem geplanten Umbau ab 2017 – verfügt noch das österreichische Parlamentsgebäude am Ring über eine eigenständige Rohrpostanlage, die auch die umliegenden Gebäude an der Reichsratsstraße, die zur Parlamentsverwaltung gehören, erschließt.
Das Kaiser-Franz-Josef-Spital in Wien ließ 2016 eine Rohrpostanlage neu installieren, um Blutproben ins Labor zu transportieren. Lieferant ist das Wiener Industrie- und Gebäudetechnikunternehmen Sumetzberger, für das Rohrpostanlagen zur Hauptsparte wurde und das beispielsweise 167 Krankenhäuser in China mit Rohrpost betreut. Die Proben sind mit Strichcode-Etiketten markiert, sind in der Büchse gehaltert und dürfen nicht zu stark geschüttelt werden, weshalb sie nur mit 5–6 m/s Geschwindigkeit reisen. Besonders eilige Sendungen, wie etwa Gewebeproben von laufenden Krebs-Operationen werden im Rohrlauf priorisiert und können somit weniger Dringendes überholen.
Heute werden fast ausschließlich Haus-Rohrpostanlagen gebaut. Etwa um Geld von Kaufhauskassen oder Straßenmautkanzeln sicher abzutransportieren, Werkzeug in Industriebetrieben oder Proben aus der laufenden Produktion von Stahl- und Zementwerken. Alleine in Wien nennt Sumetzberger mehr als 30 Auftraggeber für Anlagen, darunter auch Banken, Universitäten, Büro- und Veranstaltungsgebäude, Hotels, Schulen, Speditionen.
Sumetzberger regte vor vielen Jahren die Reaktivierung der Wiener Rohrpost insbesondere zwischen West- und Südbahnhof an, doch holte sich eine Abfuhr mit Hinweis auf die hohen Kosten von Straßenaufgrabungen.